# San-Gavino-d'Ampugnani
 San-Gavino-d'Ampugnani  là một xã ở tỉnh Haute-Corse trên đảo Corse, Pháp. Xã này có diện tích 3,22 km², dân số năm 1999 là 79 người. Khu vực này có độ cao trung bình 400 mét trên mực nước biển.